# رادوسلاو بچیاتس
رادوسلاو بچیاتس (انگلیسی: Radoslav Bečejac؛ زادهٔ ۲۱ دسامبر ۱۹۴۱) بازیکن فوتبال اهل یوگسلاوی بود.
از باشگاه‌هایی که در آن بازی کرده‌است می‌توان به باشگاه فوتبال سانتا فه و باشگاه فوتبال پارتیزان اشاره کرد.
وی همچنین در تیم ملی فوتبال یوگسلاوی بازی کرده‌است.